# ويليام زابكا
وليام مايكل «بيلي» زابكا (من مواليد 20 أكتوبر 1965) هو ممثل وكاتب سيناريو ومخرج ومنتج أمريكي. يشتهر بأدواره في العديد من الأفلام الشهيرة في الثمانينات، مثل دوره جوني لورانس في فيلم فتى الكاراتيه (1984) و فتى الكاراتيه الجزء الثاني (1986)، والمسلسل التلفزيوني كوبرا كاي (2018 حتى الآن). في عام 2004، تم ترشيحه لجائزة الأوسكار عن المشاركة في إنتاج وإنتاج الفيلم القصير موست .

## بداية حياته
ولد زابكا في مدينة نيويورك، نجل نانسي (هيمرت) زابكا، مسؤولة الاتصال المؤسسي، منتجة، ومساعدة إنتاج، وستانلي وليام زابكا، المخرج والكاتب والملحن. لديه أخ وأخت. كان والده مساعداً لمخرج برنامج تونايت شو مع جوني كارسون خلال أول عامين من فترة كارسون، وعمل كمدير إنتاج في عدد من أفلام الصور المتحركة، بما نذكر منها على سبيل المثال لا الحصر فيلم تشاك نوريس بعنوان Forced Vengeance (1982).

## حياته العملية
مثّل زابكا للمرة الأولى في فيلم فتى الكاراتيه (1984)، حيث لعب دور جوني لورانس، الخصم الرئيسي لشخصية العنوان التي يلعبها رالف ماتشيو. لم يكن لديه خبرة سابقة في فنون الدفاع عن النفس في ذلك الوقت، لكنه كان مصارعاً بارعاً. ألهمته مشاركته في الفيلم لتعلم فنون القتال في تانغ سو دو وحصل لاحقاً على حزام أخضر من الدرجة الثانية. 
ظهر زابكا خلال الثمانينيات في عدة أفلام كوميدية مثل Just One of the Guys (1985) و Back to School (1986). وشارك أيضاً ببطولة المسلسل التلفزيوني The Equalizer على شبكة CBS باعتباره ابن الشخصية الرئيسية (1986–89). كما لعب دور جاك، صديق جوك أودري، في National Lampoon European Vacation (1985). حاول فيما بعد الابتعاد عن لعب شخصية المتنمر في الصف. وذكر في مقابلة كيف كان يتعرض لمضايقات من الناس بسبب الشخصيات الشريرة التي اشتهر بها. 
خلال تسعينيات وألفينيات القرن الماضي، كان يمثل في الغالب في أفلام مستقلة أثناء دراسته كصانع أفلام. في عام 2003، كتب وأنتج الفيلم القصير Most ، الذي تم تصويره في موقع في جمهورية التشيك وبولندا. عرض فيلم Most (المعروف أيضًا باسم The Bridge) لأول مرة في مهرجان صندانس السينمائي 2003 وفاز بالعديد من الجوائز في مهرجانات الأفلام المرموقة، بما في ذلك أفضل فيلم في مهرجان بالم سبرينغز الدولي للأفلام القصيرة في عام 2003. في عام 2004، تم ترشيحه لجائزة الأوسكار عن فيلم Most في فئة أفلام الحركة القصيرة.   
في عام 2007، أخرج زابكا وقام ببطولة فيديو كليب للفرقة No More Kings بعنوان " Sweep the Leg ". ويصور الفيديو زابكا كرسم كاريكاتيري لنفسه، ويعيش في عربة مقطورة في الصحراء وتسكنه هواجس دوره في فيلم فتى الكاراتيه. يشتمل الفيديو على مقاطع صوتية قام بها العديد من ممثلي فتى الكاراتيه الأصليين، بما في ذلك مارتن كوف ورالف ماكيو. في عام 2010، أخرج زابكا فيديو كليب فرقة Rascal Flatts لأغنية "Why Wait"، كما أخرج فيديو كليب لأغنية "Yours If You Want It" في عام 2017. أيضاً في عام 2010، ظهر زابكا في الفيلم الكوميدي Hot Tub Time Machine. في عام 2013، قام زابكا، جنباً إلى جنب مع رالف ماكيو، بدور البطولة في الموسم الثامن من حلقة «كيف قابلت أمك» و The Bro Mitzvah، وظهر أيضاً في العديد من حلقات المسلسل الهزلي الموسم التاسع. كما أخرج زابكا إعلانات تجارية لبعض العملاء من أمثال Little Tikes وVerizon في Heresy في فينيس، كاليفورنيا.

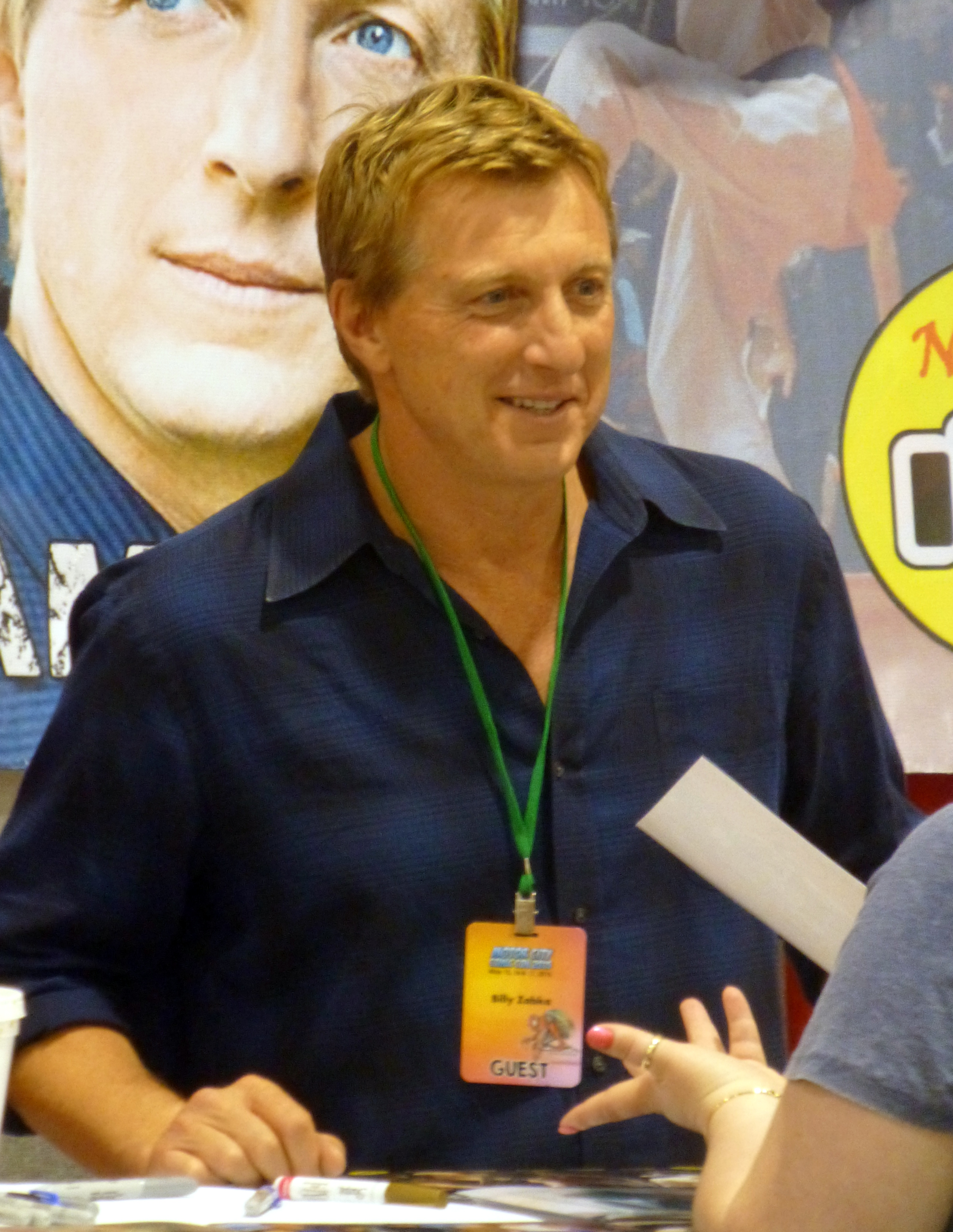
زابكا في عام 2015

في 4 أغسطس 2017، أعلن عن قيام زابكا بإعادة دوره كجوني لورانس في سلسلة إحياء فتى الكاراتيه من 10 حلقات على YouTube Premium بعنوان Cobra Kai والتي ظهرت لأول مرة في عام 2018. كما شارك في إنتاج السلسلة مع رالف ماشيو. تدور أحداث المسلسل بعد 34 عاماً من أحداث الفيلم الأول، ويتمحور حول جوني الذي يسعى إلى إعادة بناء حياته، ويعيد افتتاح قاعدة كوبرا كاي للتدريب على فنون القتال. ويعيد إحياء التنافس مع دانيال لارسو الناجح حاليًا (ماكيو)، الذي يكافح من أجل الحفاظ على التوازن في حياته دون توجيه من معلمه المتوفى، السيد مياجي.

## ترشيحات الجوائز
| السنة | الجائزة             | الفئة                                                                  | الفيلم                              | النتيجة |
| ----- | ------------------- | ---------------------------------------------------------------------- | ----------------------------------- | ------- |
| 1985  | جائزة الفنان الصغير | أفضل ممثل شاب في درو مساعد في فيلم موسيقي أو كوميدي أو مغامرة أو درامي | فتى الكاراتيه                       | رُشِّح     |
| 2004  | جوائز الأكاديمية    | أفضل فيلم قصير، فيلم حركة                                              | Most (بالاشتراك مع بوبي جارابيديان) | رُشِّح     |

## روابط خارجية
- ويليام زابكا على موقع IMDb (الإنجليزية)
- ويليام زابكا على موقع ميتاكريتيك (الإنجليزية)
- ويليام زابكا على موقع روتن توميتوز (الإنجليزية)
- ويليام زابكا على موقع ألو سيني (الفرنسية)
- ويليام زابكا على موقع تيرنر كلاسيك موفيز (الإنجليزية)
- ويليام زابكا على موقع أول موفي (الإنجليزية)
- ويليام زابكا على موقع قاعدة بيانات الأفلام السويدية (السويدية)
- ويليام زابكا على موقع إن إن دي بي (الإنجليزية)
- ويليام زابكا على موقع قاعدة بيانات الفيلم (الإنجليزية)
- ويليام زابكا على موقع كينوبويسك (الروسية)